# Consuelo Kanaga

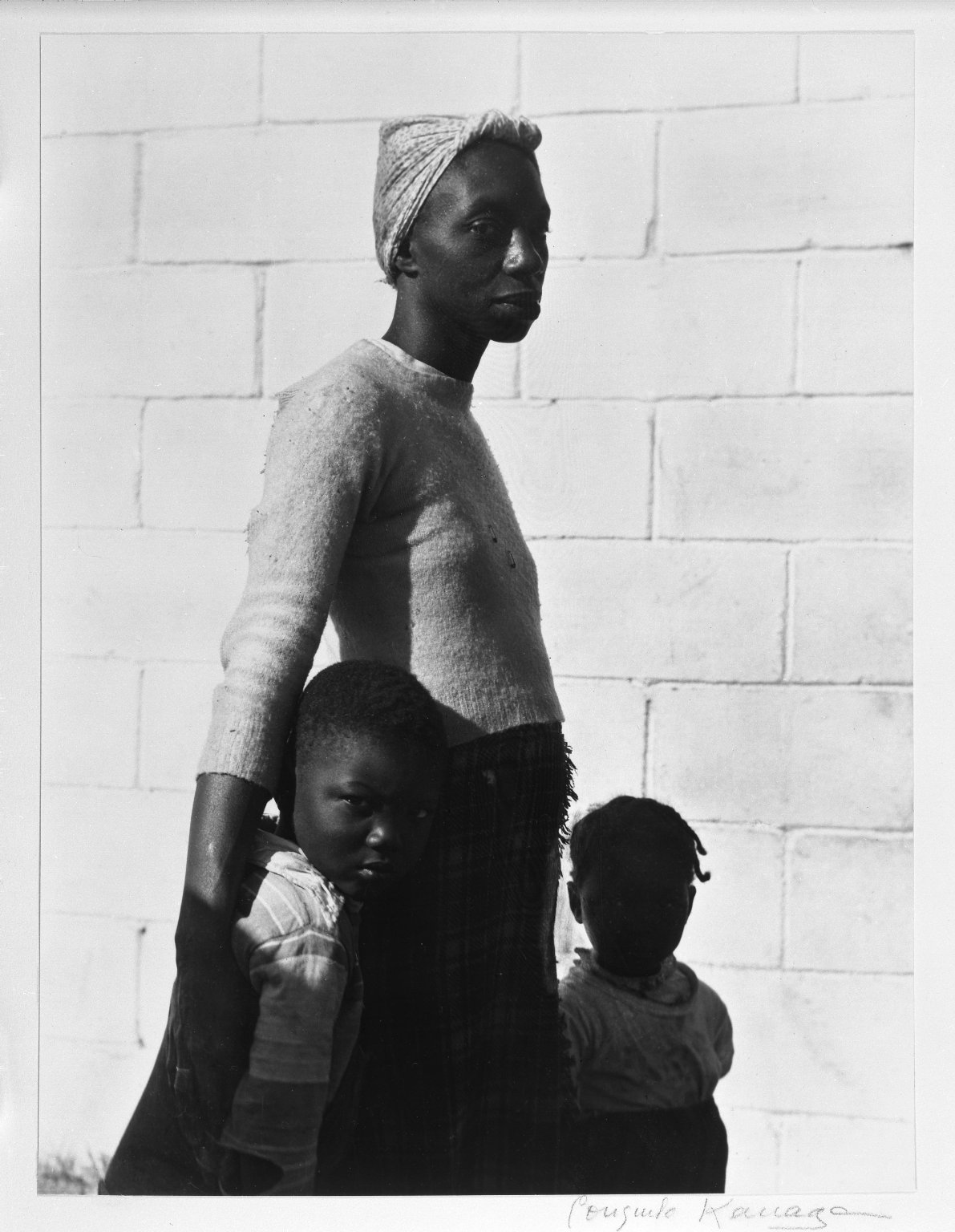
Consuelo Kanaga: She Is a Tree of Life to Them (Matka s dětmi), 1950, Brooklynské muzeum, součást výstavy Lidská rodina

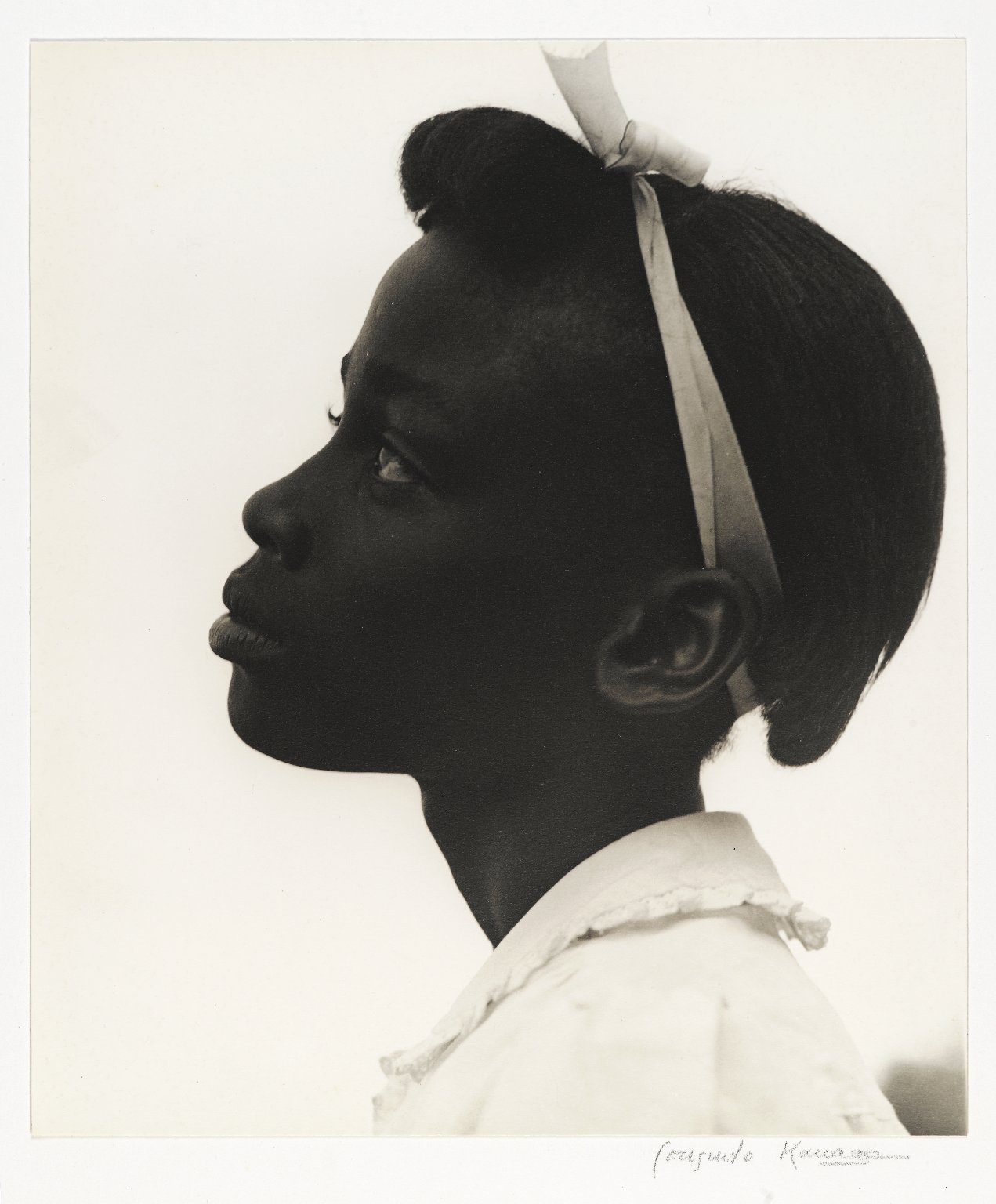
Consuelo Kanaga: Mladá dívka z profilu (ze série Tennessee), 1948, Brooklynské muzeum

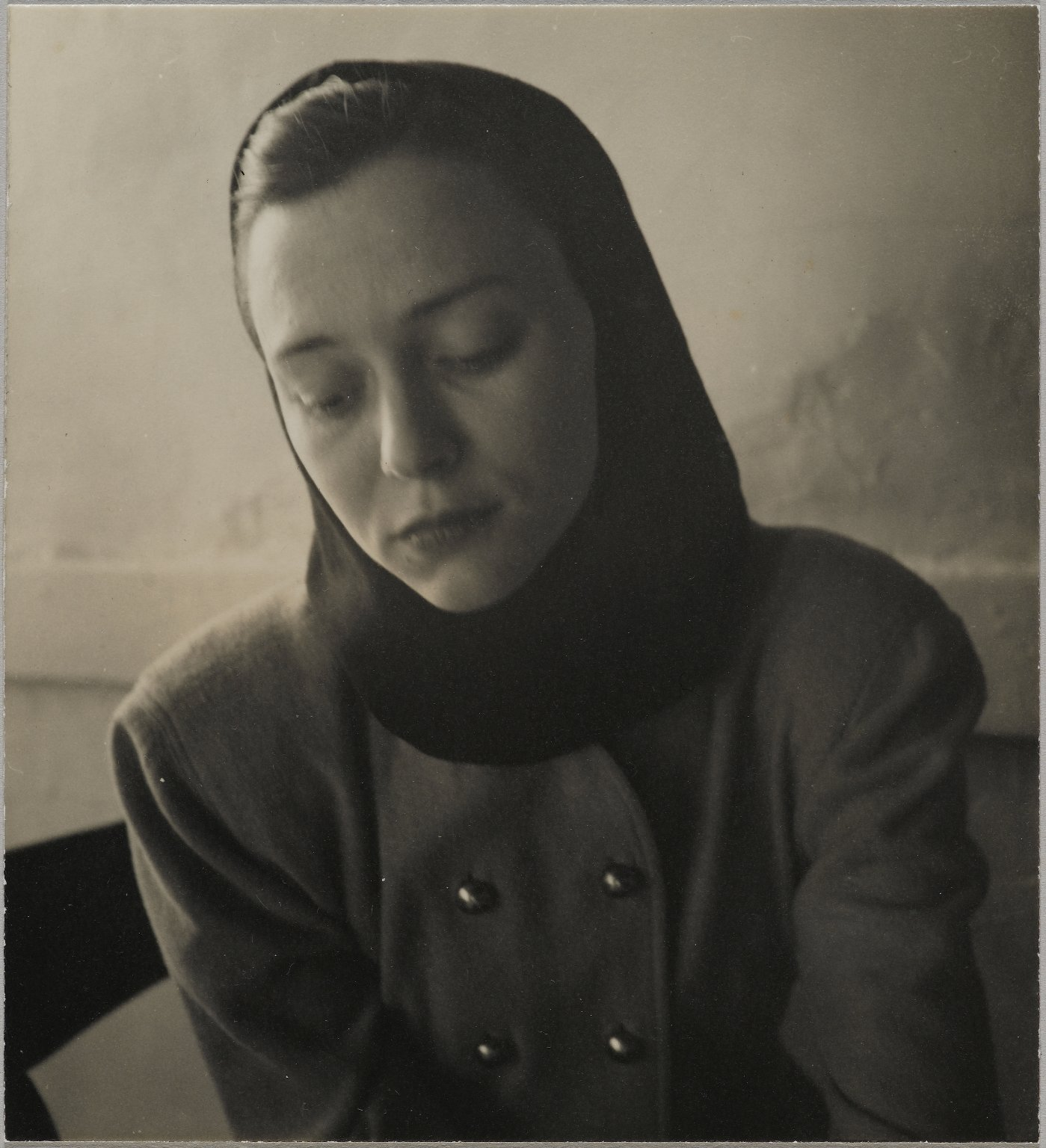
Consuelo Kanaga: Bez názvu (Žena v kapuci) Brooklynské muzeum

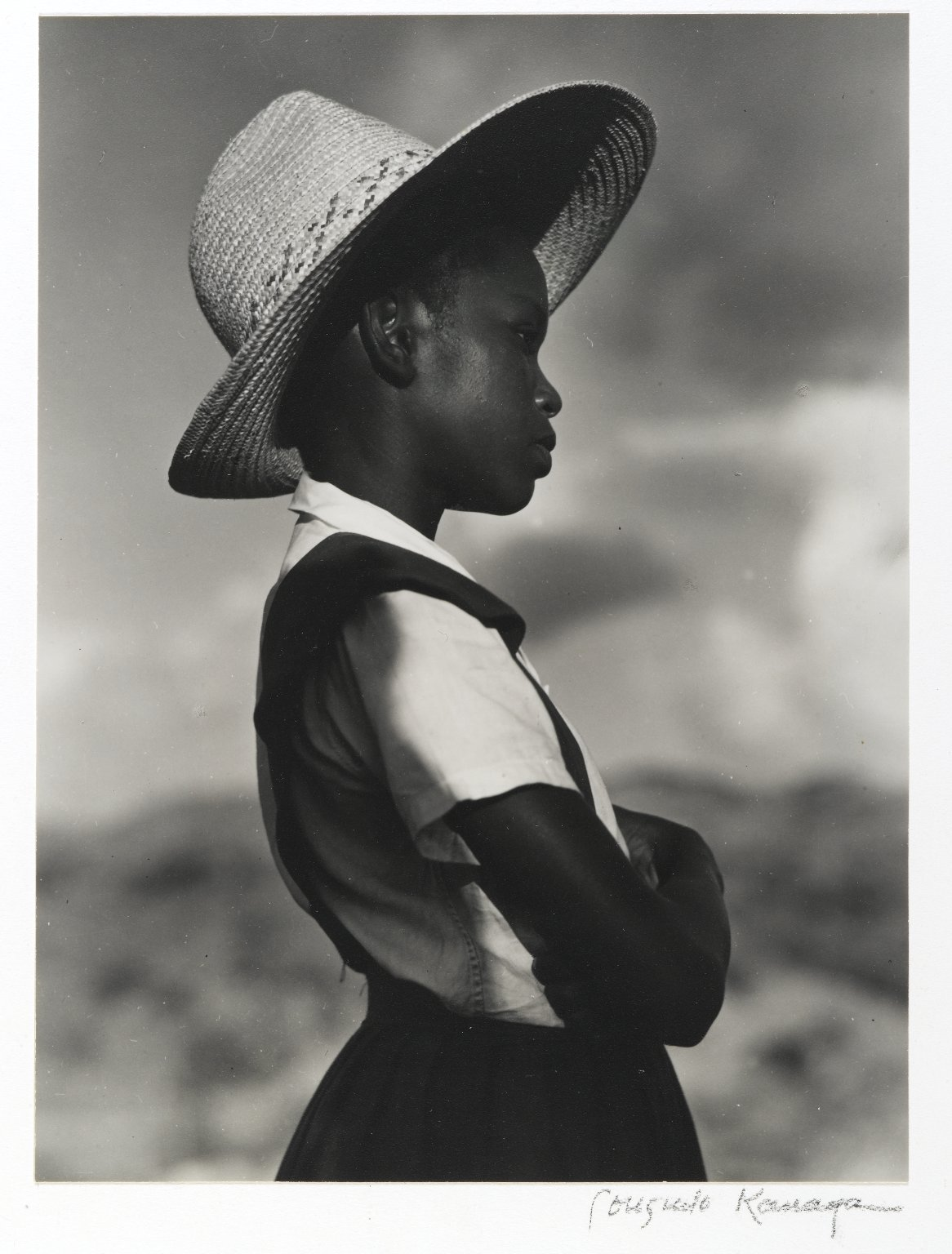
Consuelo Kanaga: School Girl, St. Croix, 1963, Brooklynské muzeum

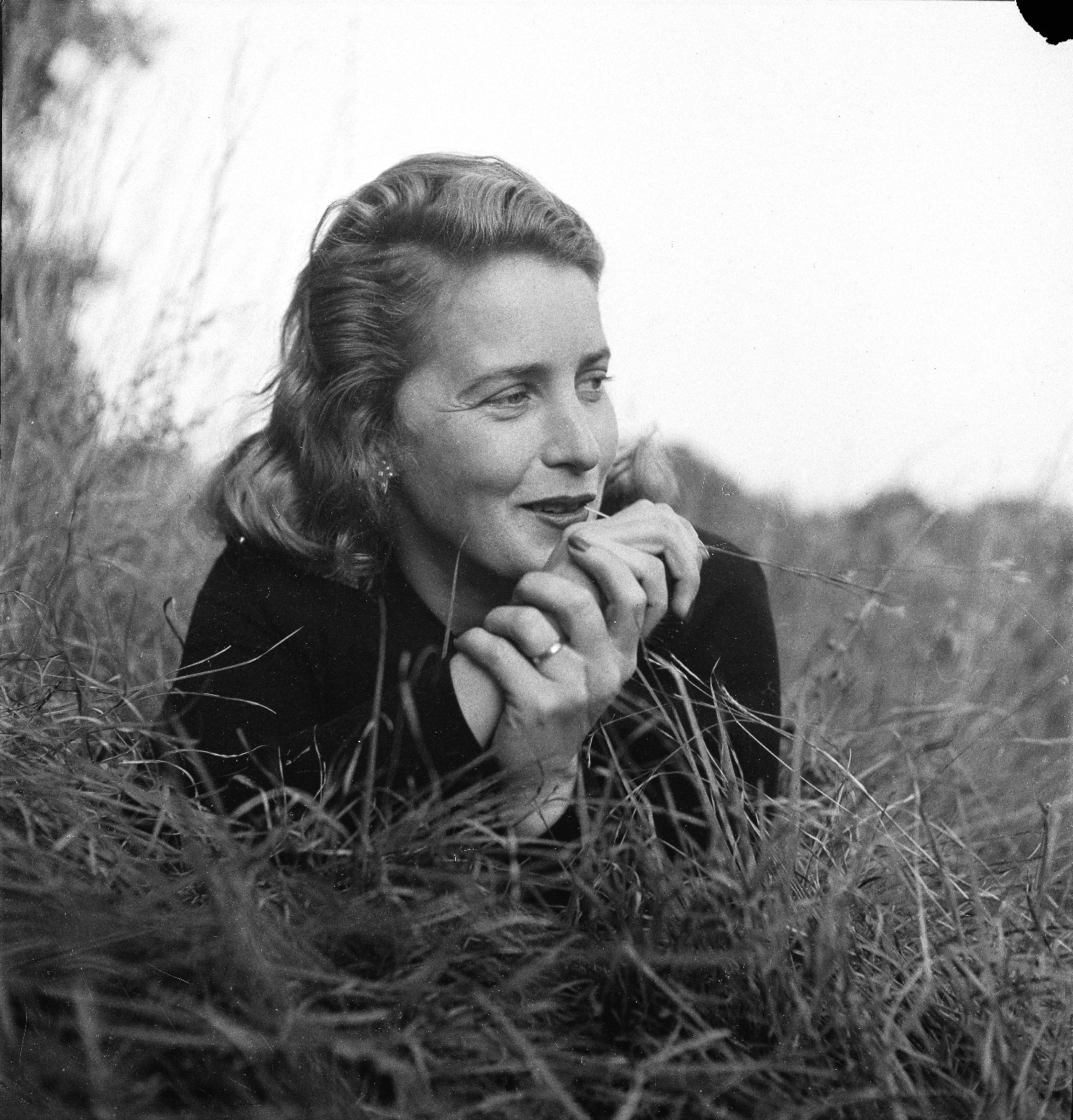
Consuelo Kanaga: spisovatelka knížek pro děti Margaret Wise Brown, Brooklynské muzeum

Consuelo Delesseps Kanaga (25. května 1894 Astoria, Oregon – 28. února 1978 New York) byla americká fotografka a spisovatelka, známá svými fotografiemi Afroameričanů.

## Život
Kanagaová se narodila 15. května 1894 v Astorii v Oregonu jako druhé dítě Amose Reama Kanaga a Mathildy Caroliny Hartwigové. Její otec byl úspěšný právník a soudce v Ohiu. Poté, co se přestěhovali do Astorii, stal se okresním advokátem města, a také hodně cestoval, často opouštěl rodinu, se kterou byl jen málo. Poté, co se v roce 1915 přestěhovali do Kalifornie, se její matka stala realitní makléřkou, v té době velmi nevšedním zaměstnáním pro ženu. Příjmení "Kanaga" pochází ze Švýcarska a podle rodinné genealogie sleduje její kořeny nejméně 250 let. Své jméno uváděla jako "Consuela", přinejmenším ve dvacátých a třicátých letech, ale je obecně uvedena jako Consuelo, což je běžnější španělské jméno. Její prostřední jméno "Delesseps" pochází z obdivu matky Ferdinanda de Lessepse, francouzského diplomata a developera Suezského kanálu.
V roce 1911 se rodina přestěhovala z Oregonu do Larkspuru v okrese Marin v Kalifornii. V roce 1915 získala Kanaga práci jako reportérka, spisovatelka a fotografka na částečný úvazek pro San Francisco Chronicle. Dorothea Langeová později uvedla, že Kanaga byla první fotografka, s níž se kdy setkala. Právě tam objevila článek Alfreda Stieglitze z Camery Work a rozhodla se, že se stane fotografkou. Langeová ji povzbuzovala k profesionálnímu fotografování a představila ji rostoucí komunitě umělců z oblasti San Francisco Bay Area, zejména Anně Brigmanové, Edwardu Westonovi, Francisu Bruguièrovi a Louise Dahl Wolfové.
V roce 1919 se provdala za Evanse Davidsona, ale během dvou let se rozvedli. V roce 1922 se přestěhovala do New Yorku, aby pracovala jako fotožurnalistka pro noviny New York American. Zatímco v New Yorku spolupracovala v novinách, Donald Litchfield jí představil Alfredovi Stieglitzovi. Stieglitz spolupracoval s Kanageovou, aby pomohl přeměnit její fotožurnalistickou vizi na umělečtější fotografický styl. Do března 1923 žila s Litchfieldem, ačkoli v té době ještě nebyla s Davidsonem rozvedená. V roce 1924 se s Litchfieldem přestěhovala do Kalifornie, poblíž Santa Cruz, San Franciska a Los Angeles. Do konce roku dokončila rozvodové řízení s Davidsonem a stala se zaměstnankyní Litchfielda. Vztah trval jenom šest měsíců a do konce roku už spolu nebyli.
V roce 1926 se setkala s Tinou Modottiovou, která navštívila San Francisco, a uspořádali společně malou výstavu snímků Modottiové ve studiu Kanagaové na Post Street. S podporou uměleckého patrona Alberta Bendera začala plánovat delší "turné" po Evropě a v roce 1927 strávila druhou část roku cestováním a fotografováním ve Francii, Německu, Maďarsku a Itálii. Zatímco se tam setkala s Dahl Wolfovou a strávili mnoho týdnů společně.
Při cestě do Tuniska v lednu 1928 se setkala s Jamesem Barrym McCarthym, irským spisovatelem a bývalým pilotem, a do března se vzali. V květnu se vrátili do New Yorku, kde se ubytovali. Kanagaová zpočátku našla práci jako fotografická retušérka, ale během několika měsíců měla vlastní temno komoru a tiskla první z mnoha fotografií z Evropy. V roce 1930 se s McCarthym přestěhovali do San Francisca a brzy byla znovu etablována ve fotografické komunitě.
V roce 1931 potkala černocha Eluarda Luchella McDanielsa, mladého muže všech řemesel, který pro ni pracoval jako dělník a šofér. Začala ho fotografovat u svého domova, a když spolu hovořili, začala se zajímat neštěstím Afroameričanů a jejich pokračujícím bojem proti rasismu. Brzy věnovala velkou část svých fotografií obrazům Afroameričanů, jejich domovům a kultuře.
V roce 1932 byla pozvána Westonem a Ansel Adamsem, aby se zúčastnila velké výstavy Skupiny f/64 v Youngovo muzeu a vystavila s nimi své čtyři tisky. Panuje poněkud zmatek v tom, jestli je Kanaga "členkou" Skupiny f/64. Oznámení o výstavě v de Youngovo muzeu uvedlo sedm fotografů ve Skupině f/64 a uvedlo: "Čas od času se od ostatních fotografů bude požadovat, aby vystavili svou práci se Skupinou f/64. Ti, kteří byli pozváni k první výstavě, jsou: Preston Holder, Consuela Kanaga, Alma Lavensonová a Brett Weston." Nicméně v roce 1934 skupina zveřejnila oznámení v časopise Camera Craft, ve kterém se uvádí, že "Skupina f/64 zahrnuje mezi členy tak dobře známá jména, jako jsou Edward Weston, Ansel Adams, Willard Van Dyke, John Paul Edwards, Imogene [sic] Cunningham, Consuela Kanaga a několik dalších." V rozhovoru později v jejím životě Kanga sama říkala: "Byla jsem na výstavě f/64 s Edwardem Westonem, Imogen Cunninghamovou, Willardem Van Dykem a Ansemem Adamsem, ale nebyla jsem ve skupině, ani jsem k ničemu nepatřila."
V roce 1935 se přestěhovala zpět do New Yorku bez McCarthyho a spolu se zřejmě rozvedli někdy v tomto roce. Začala plánovat portfólio Afroameričanů a rozhovory s několika rodinami v Harlemu. Zatímco se tu setkala s malířem Wallacem Putnamem, s níž se setkala v době kdy žila v New Yorku. Během tří měsíců se vzali. Podnikli svatební cestu a navštívili Alfreda Stieglitze v jeho domě u jezera George.
V roce 1938 nastoupila do uměleckého spolku Photo League, kde přednášela pro novou generaci uměleckých fotografů a stala se vedoucím projektů dokumentární skupiny, včetně Neighborhoods of New York. Její fotografie byly vytištěny v progresivních publikacích té doby, včetně New Masses, Labor Defender nebo Sunday Worker. V roce 1940 konstatovala, že výuka je příliš omezující a vrátila se k fotografování na plný úvazek. Aktivně fotografovala a vystavovala v průběhu čtyřicátých, padesátých a šedesátých let. V posledním desetiletí se stala velmi aktivní v občanských právech a zúčastnila se a fotografovala mnoho demonstrací a pochodů. V roce 1963 byla zatčena v Albany v Georgii během pochodu za mír.
Zdálo se, že v Putnamovi našla správného romantického a tvůrčího partnera a spolu zůstávali po zbytek života. Často spolu cestovali a trávili poslední polovinu šedesátých let minulého století cestami tam do Francie a zpět.
Z přehledu zveřejněného v The New York Times bylo uvedeno, že "v práci pokračovala až do svých sedmdesáti let, ačkoli trpěla emfyzémem a rakovinou, které byly pravděpodobně způsobeny chemikáliemi používanými při tvorbě jejích tisků. Její práce, i když poměrně malá, je trvale výjimečná. Consuelo Kanaga zemřela 28. února 1978 prakticky neznámá, ale její talent trvá." Celý její majetek činil 1345 dolarů ve fotografickém zařízení, téměř 2500 negativů a 375 výtisků. Všechno ostatní rozdala svým přátelům.

## Fotografie
Consuelo Kanaga byla nazývána "jednou z nejtranscendentnějších, přesto překvapivě nejméně známých fotografek." Měla širokou škálu vizuálních zájmů, od piktorialismu po fotožurnalistiku, od portrétů k panoramatům měst a zátiší. Bylo řečeno, že hlavním tématem její práce je "trvalý zájem o americkou scénu a angažovanost v ní". Oslavovala člověka v každé fotografii, kterou pořídila, ať už to byly obrazy farmářů a jejich domů na jihu, nebo nalezené zátiší květin či záclon. Byla také známá jako technik nejvyšších dovedností v temné místnosti.
Její portréty zahrnovaly mnoho známých umělců a spisovatelů třicátých a čtyřicátých let, včetně Miltona Averyho, Morrise Kantora, Whartona Eshericka, Marka Rothka nebo W. Eugena Smitha.
Kanaga, která byla běloška, byla jednou z mála fotografek ve třicátých letech, kdo vytvořil umělecké portréty černochů. Významné byly čtyři tisky, kterými přispěla k první výstavě Skupiny f/64, všechny portréty černochů, včetně dvou Eluarda Luchella McDaniela, s nímž v následujících letech opakovaně fotografovala. Kanaga také fotografovala černošské spisovatele a intelektuály, mezi nimi také Langston Hughes nebo Countelen Cullen.
V roce 1949 byla zařazena na významnou výstavu 50 Photographs by 50 Photographers: Landmarks in Photographic History (50 fotografií 50 fotografů: Památky ve fotografické historii) v Muzeu moderního umění v New Yorku.
Fotografii u ní studovala japonská fotografka Eiko Jamazawa.

### Lidská rodina
Její nejznámější fotografie She Is a Tree of Life to Them dostala svůj název od Edwarda Steichena, když j vybral pro výstavu Lidská rodina v roce 1955. Snímek ze série migrujících pracovníků na Floridě zobrazuje štíhlou černošskou ženu rámovanou bílou zdí, která jemným gestem drží své dvě děti.
Ve fotografování pokračovala i v šedesátých letech, včetně řady fotografií demonstrací za občanská práva v Albany v Georgii v roce 1963. Kanagaová v roce 1974 uspořádala jednu samostatnou výstavu v galerii Lerner-Heller v New Yorku a v roce 1976 malou, ale důležitou retrospektivu v Brooklynském muzeu. V roce 1977 měla výstavu na Wave Hill v Riverdale v New Yorku, po níž následovala účast na historické skupinové výstavě fotografů na University of Missouri.
Dne 15. října 1993 se v Brooklynském muzeu konala první velká retrospektiva práce Consuely Kanagaové. Výstava byla pojmenována Consuelo Kanaga: Americká fotografka a trvala do 27. února 1994. Výstava obsahovala přibližně 120 želatinových stříbrných tisků, z nichž mnohé nebyly dříve publikovány. Všechny fotografie byly vybrány ze sbírky více než 2000 negativů a 340 tiskovin Brooklynského muzea v roce 1982 umělcem, manželem a malířem Wallacem Putnamem. K výstavě vyšel plně ilustrovaný katalog publikovaný Brooklynským muzeem ve spolupráci s University of Washington Press. Publikace zahrnovala úvod Williama Maxwella a eseje od Barbary Head Millsteinové a Sarah M. Lowe. 

## Galerie

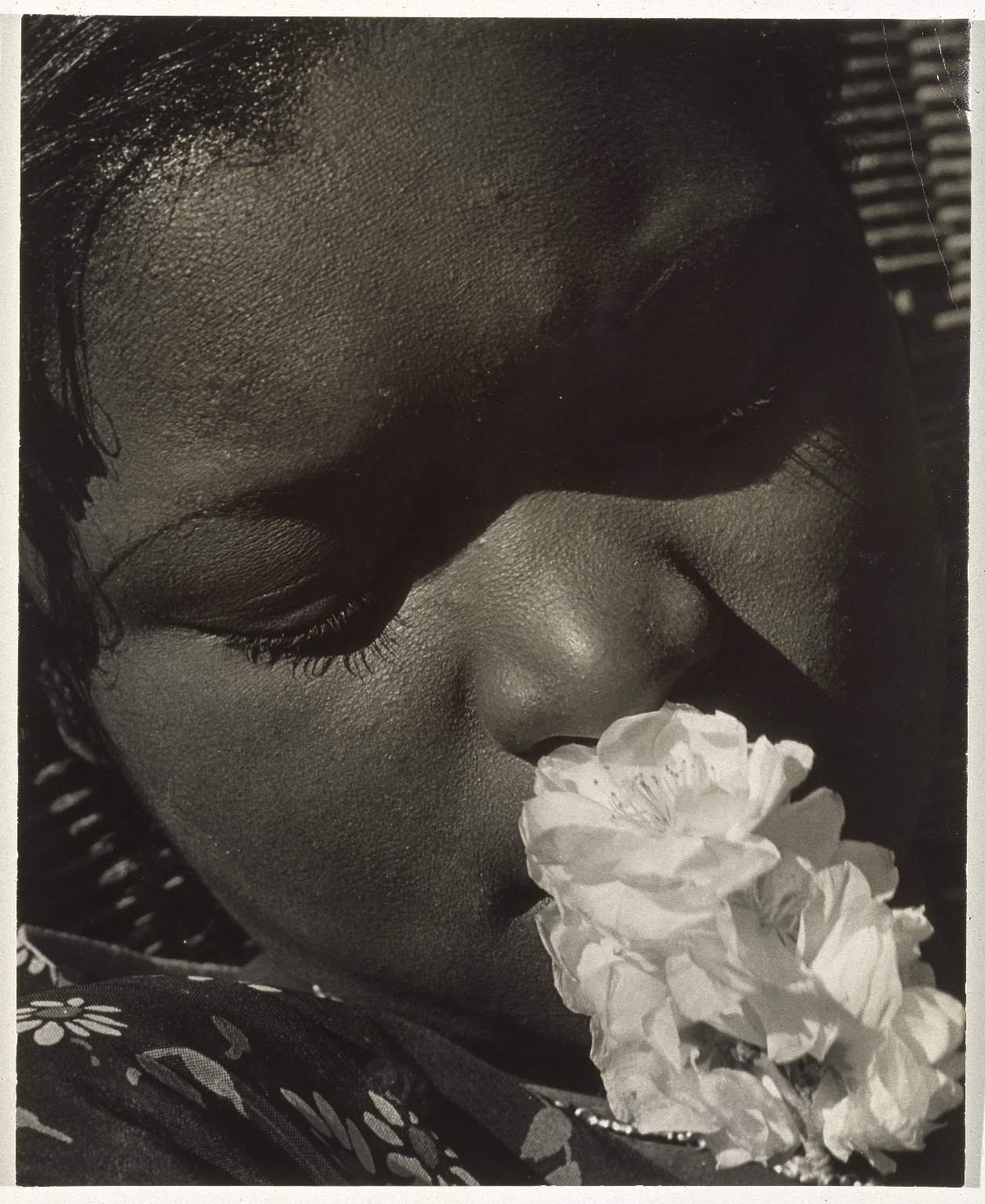
Consuelo Kanaga: Frances s květinou, počátek let 1930, Brooklyn Museum
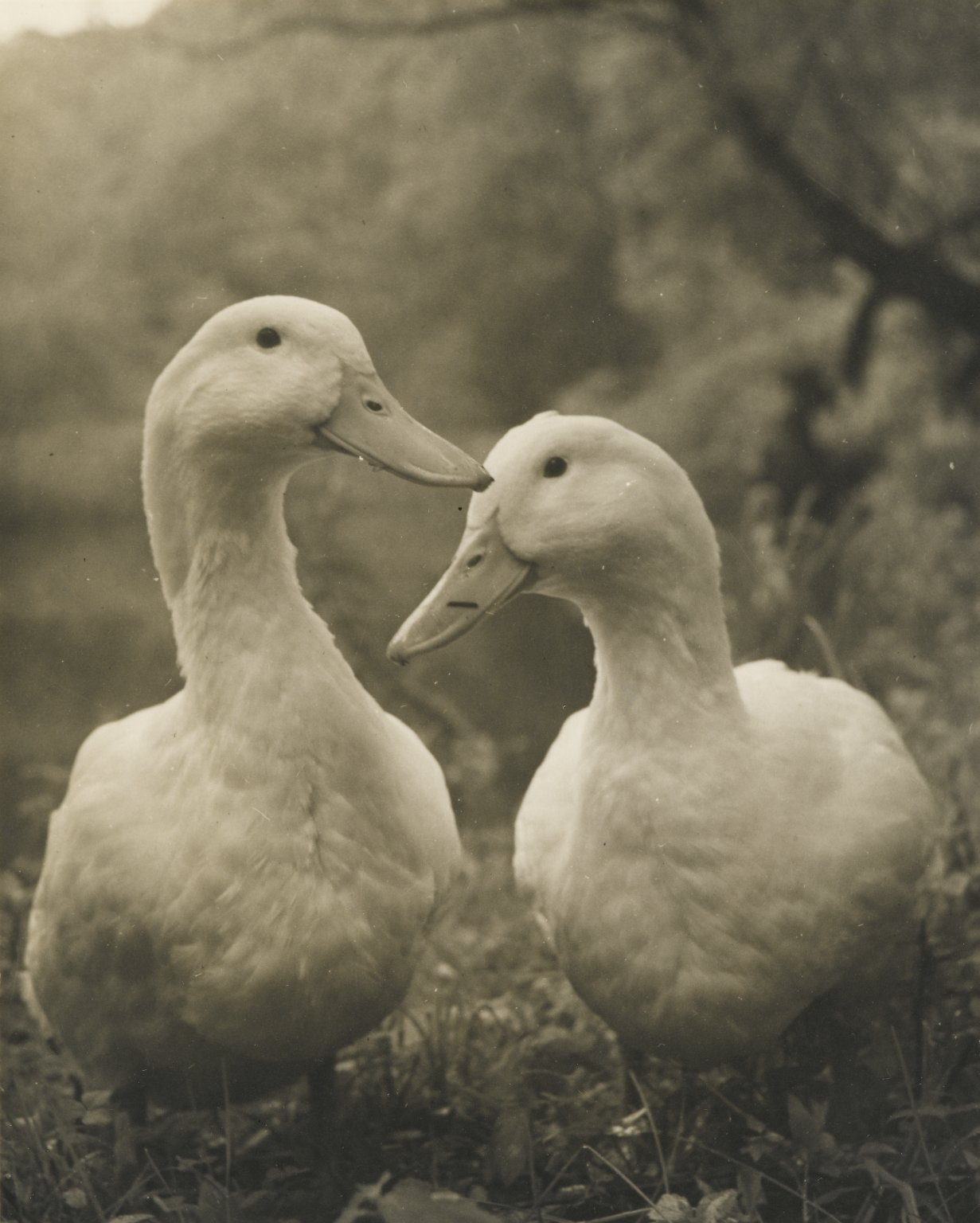
Consuelo Kanaga: Bez Názvu (Dvě Kachny), Brooklyn Museum
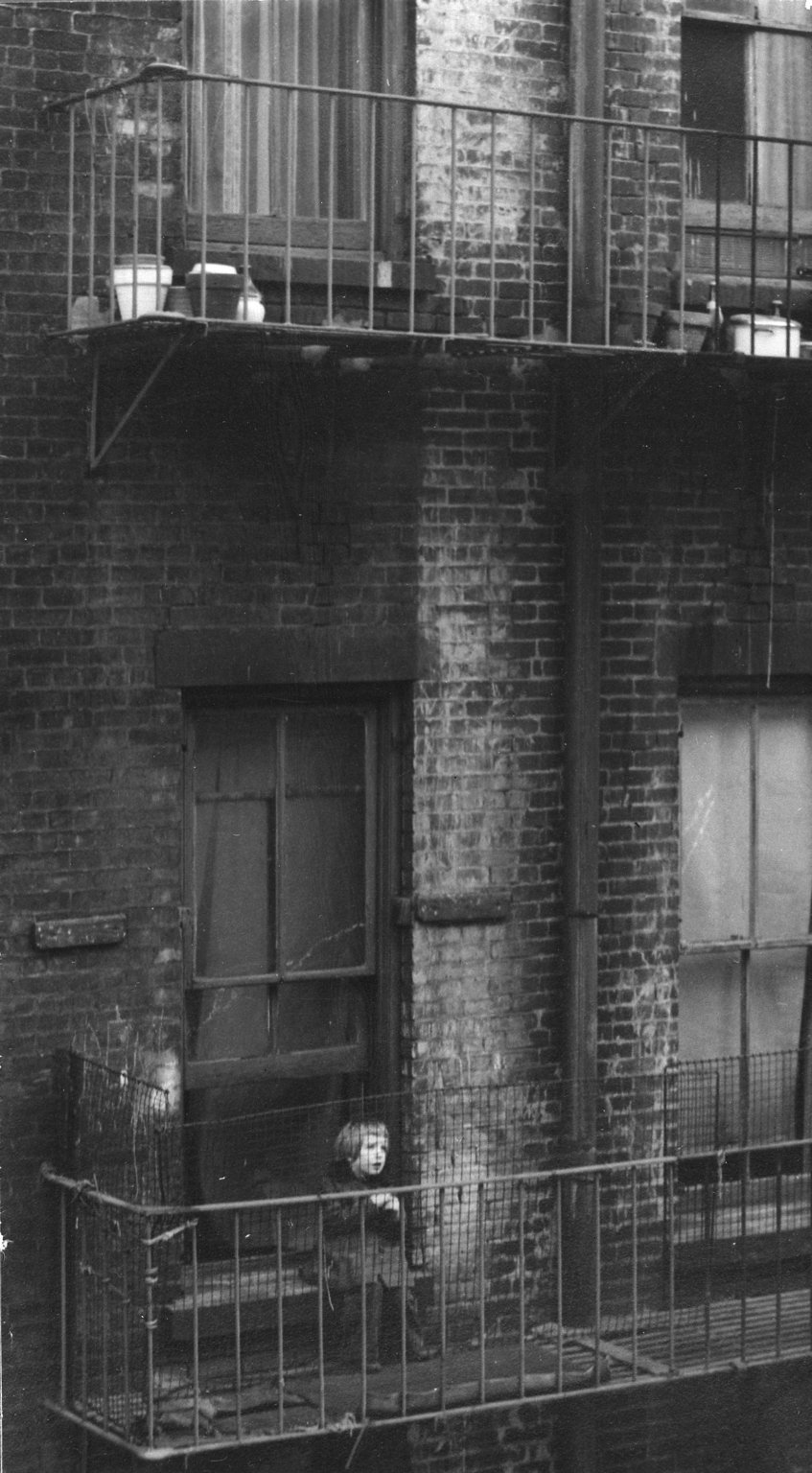
Consuelo Kanaga: Bez názvu (Dítě na požárním schodišti v New Yorku), střední-pozdní 1930, Brooklyn Museum
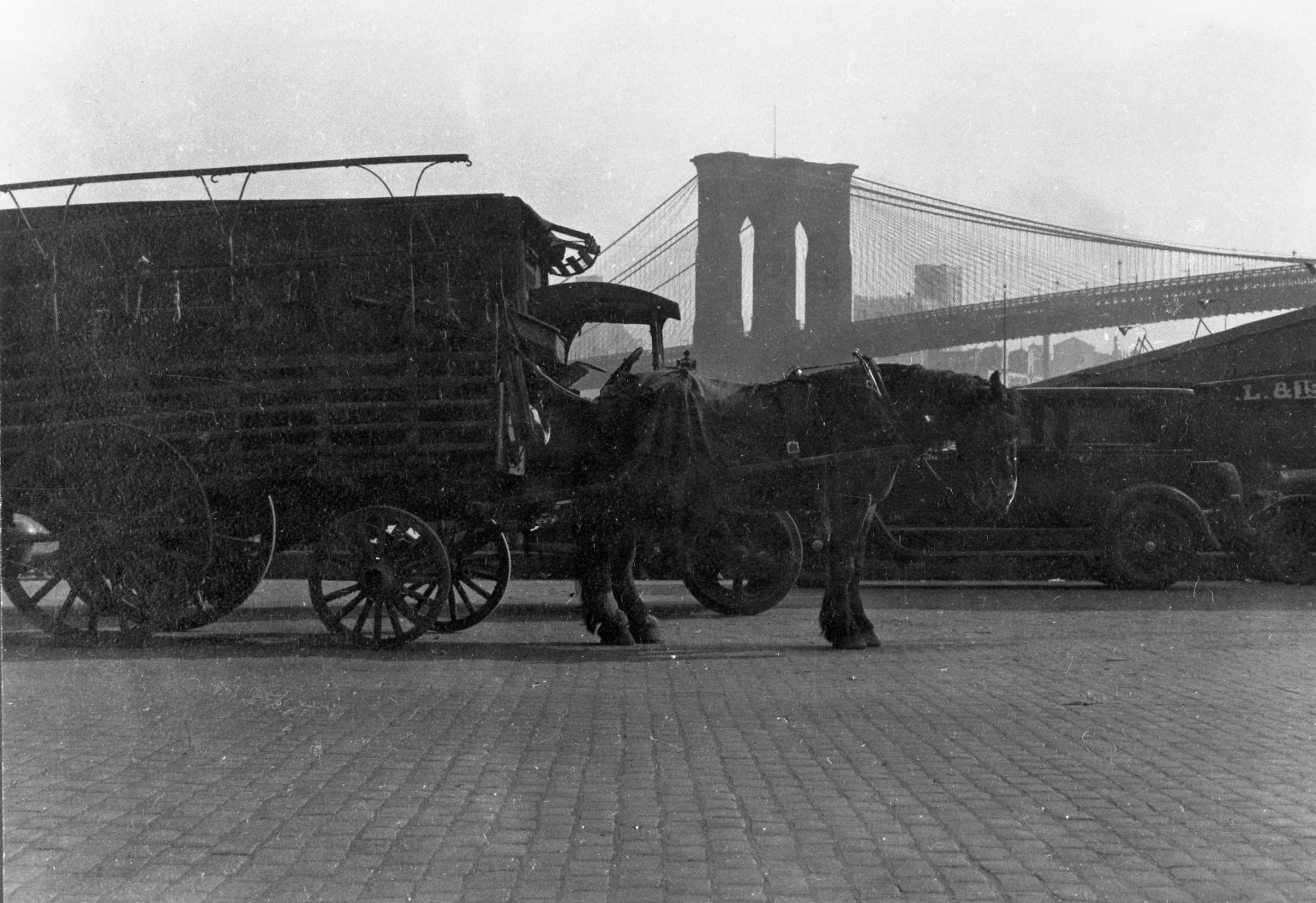
Consuelo Kanaga, Untitled, (Koňský povoz), 1922-1924, Brooklyn Museum
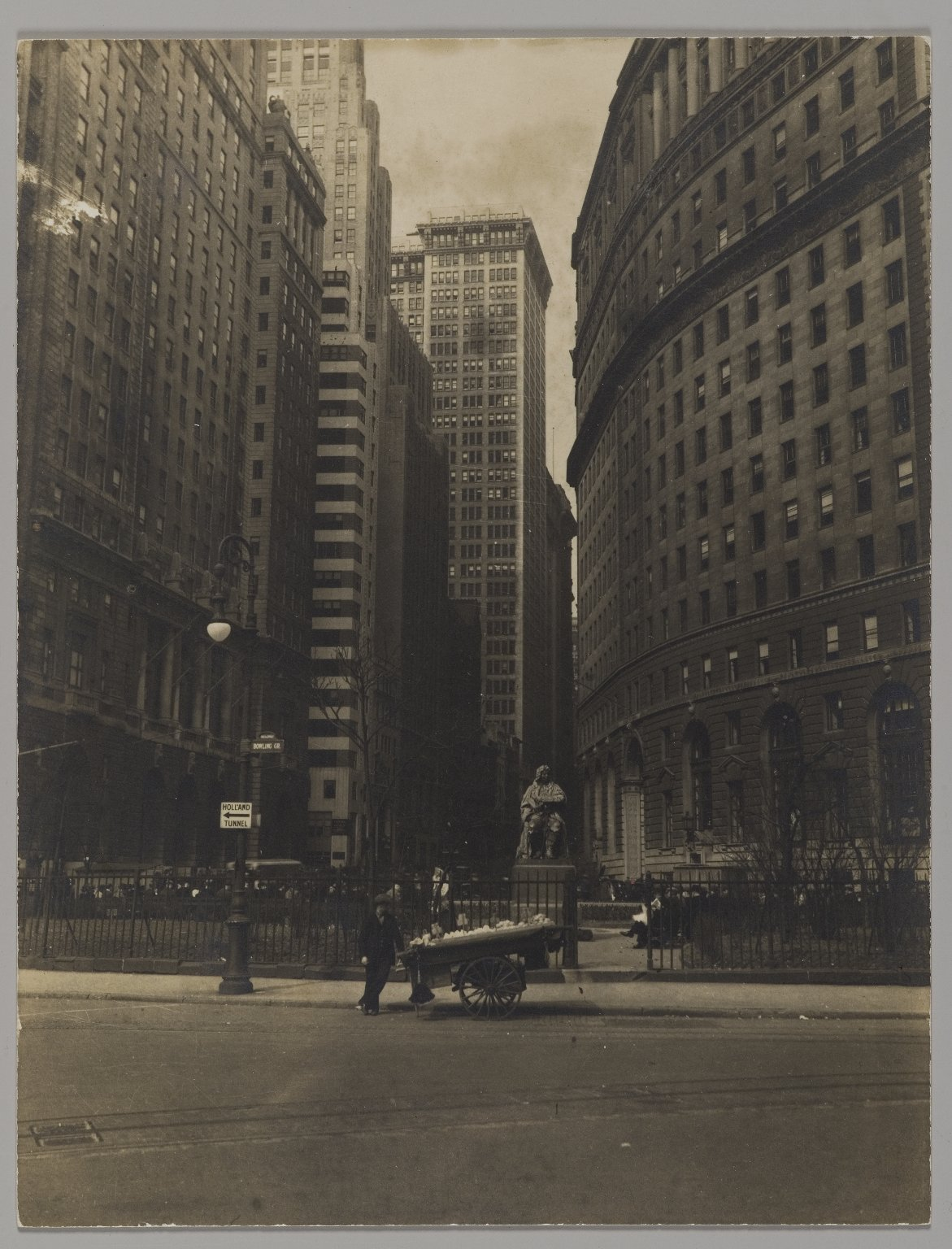
Consuelo Kanaga: Bez názvu (Bowling Green, NYC), Brooklyn Museum
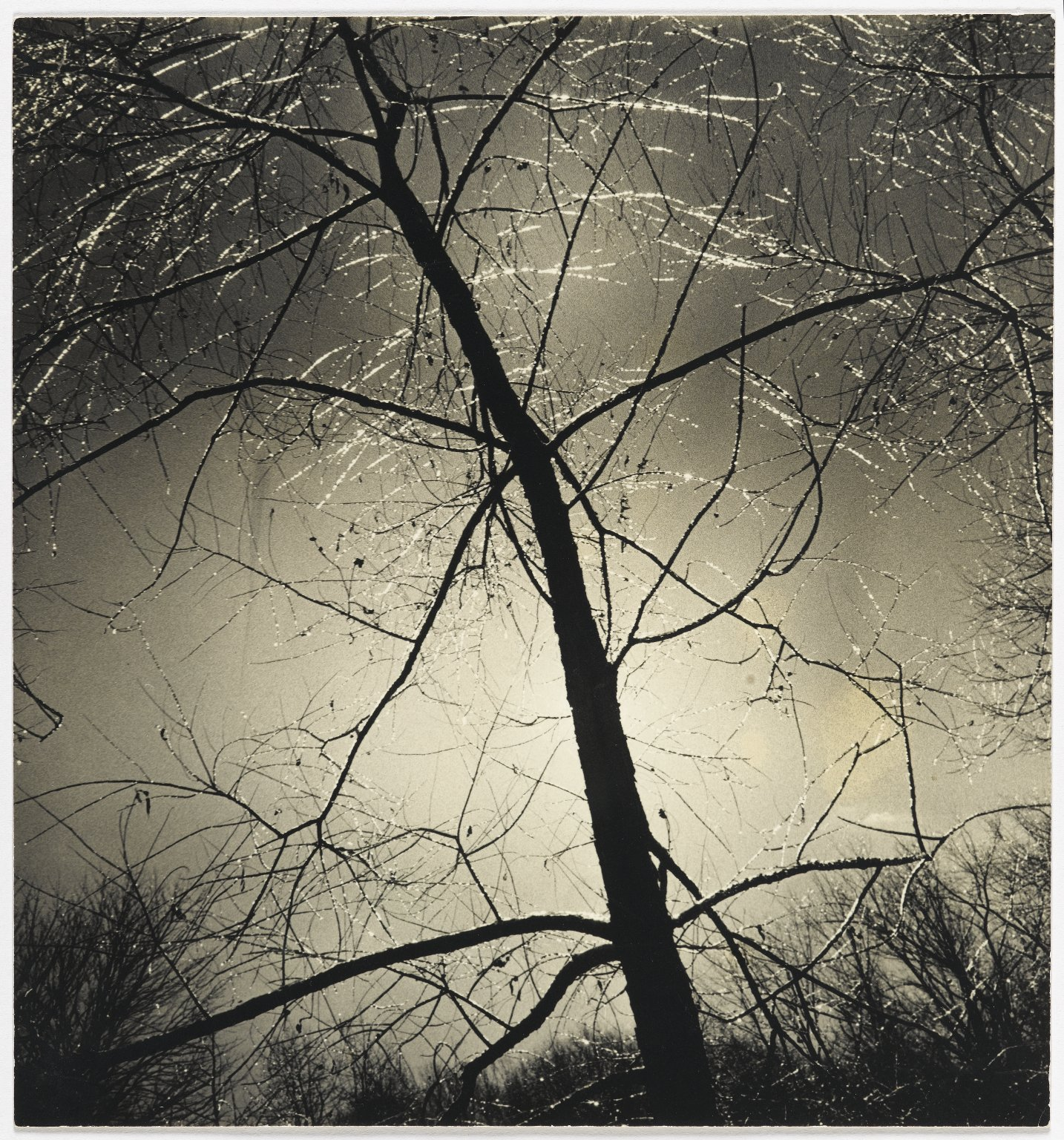
Consuelo Kanaga:  Bez Názvu (Mrazivé ráno), Brooklyn Museum
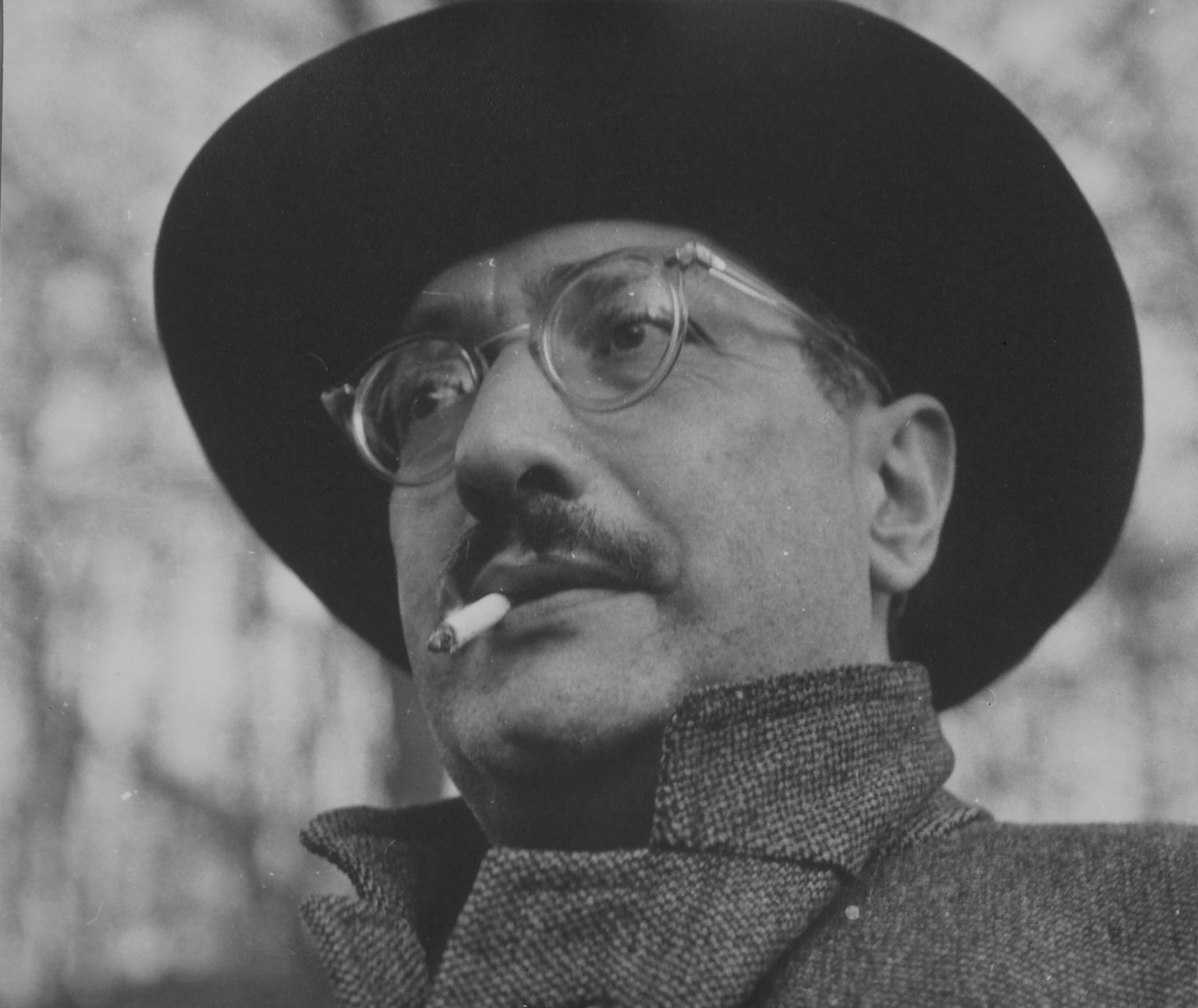
Consuelo Kanaga: Mark Rothko, Brooklyn Museum, asi 1940
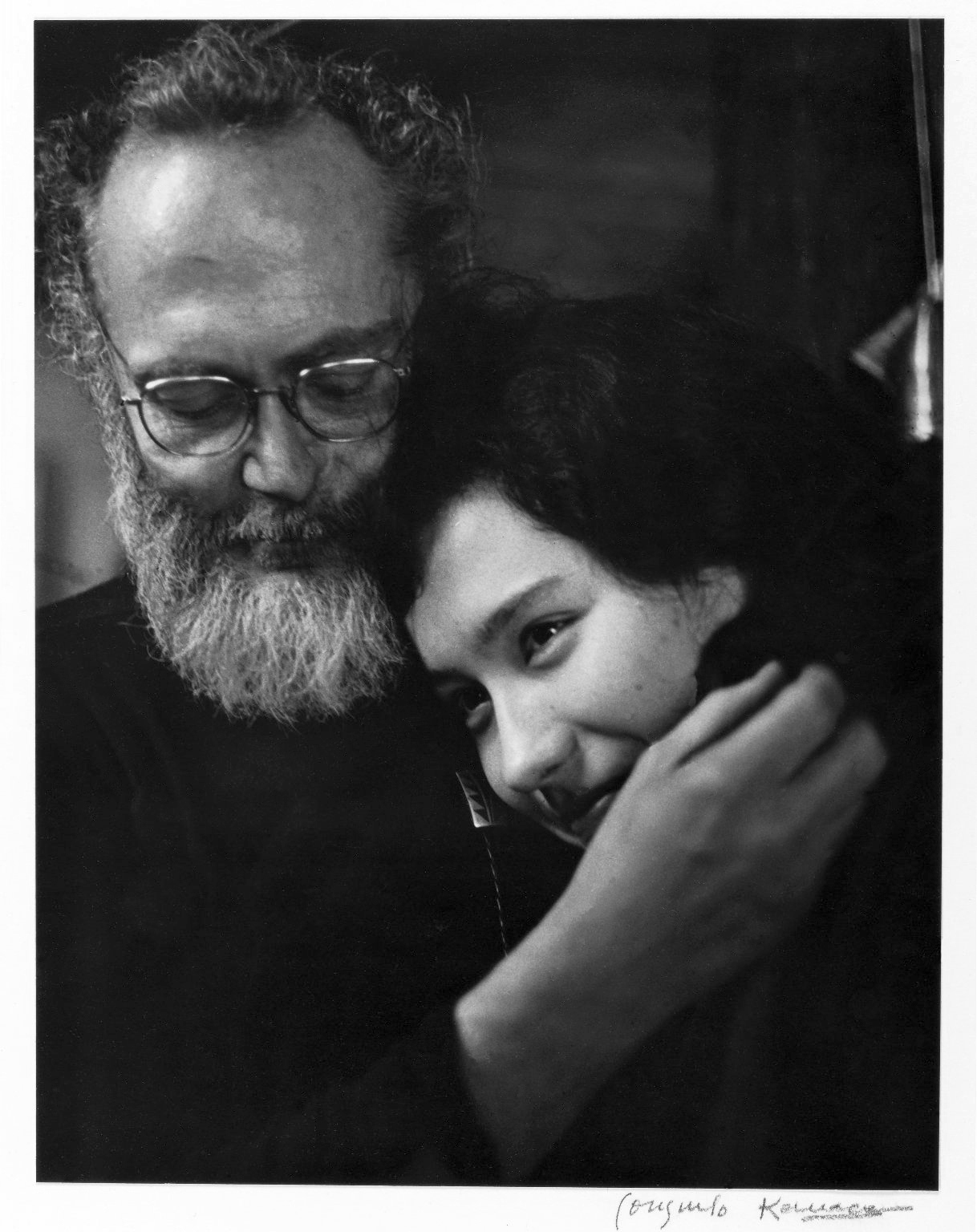
W. Eugene Smith a Aileen, 1974
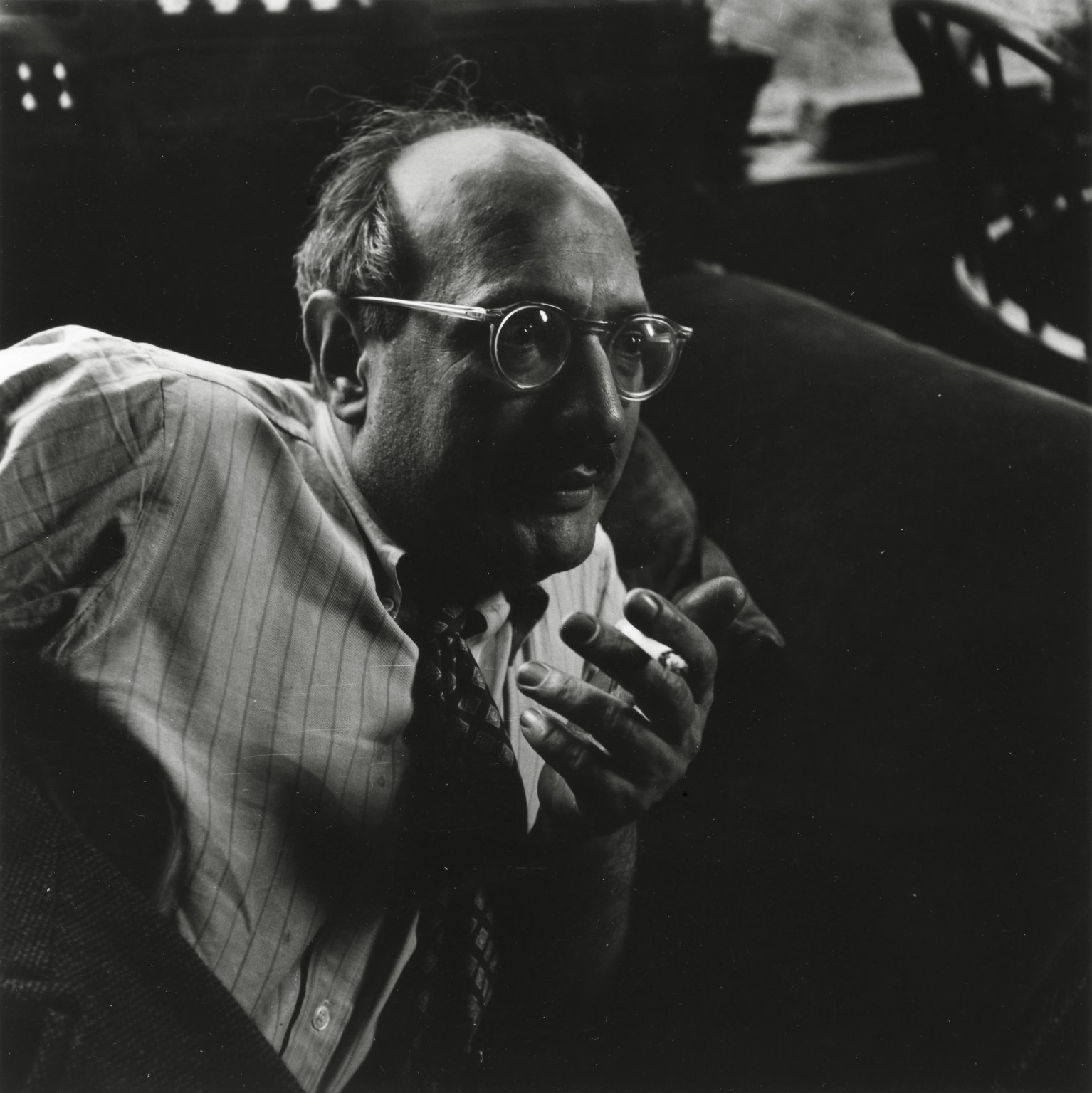
Mark Rothko, Yorktown Heights, asi 1949
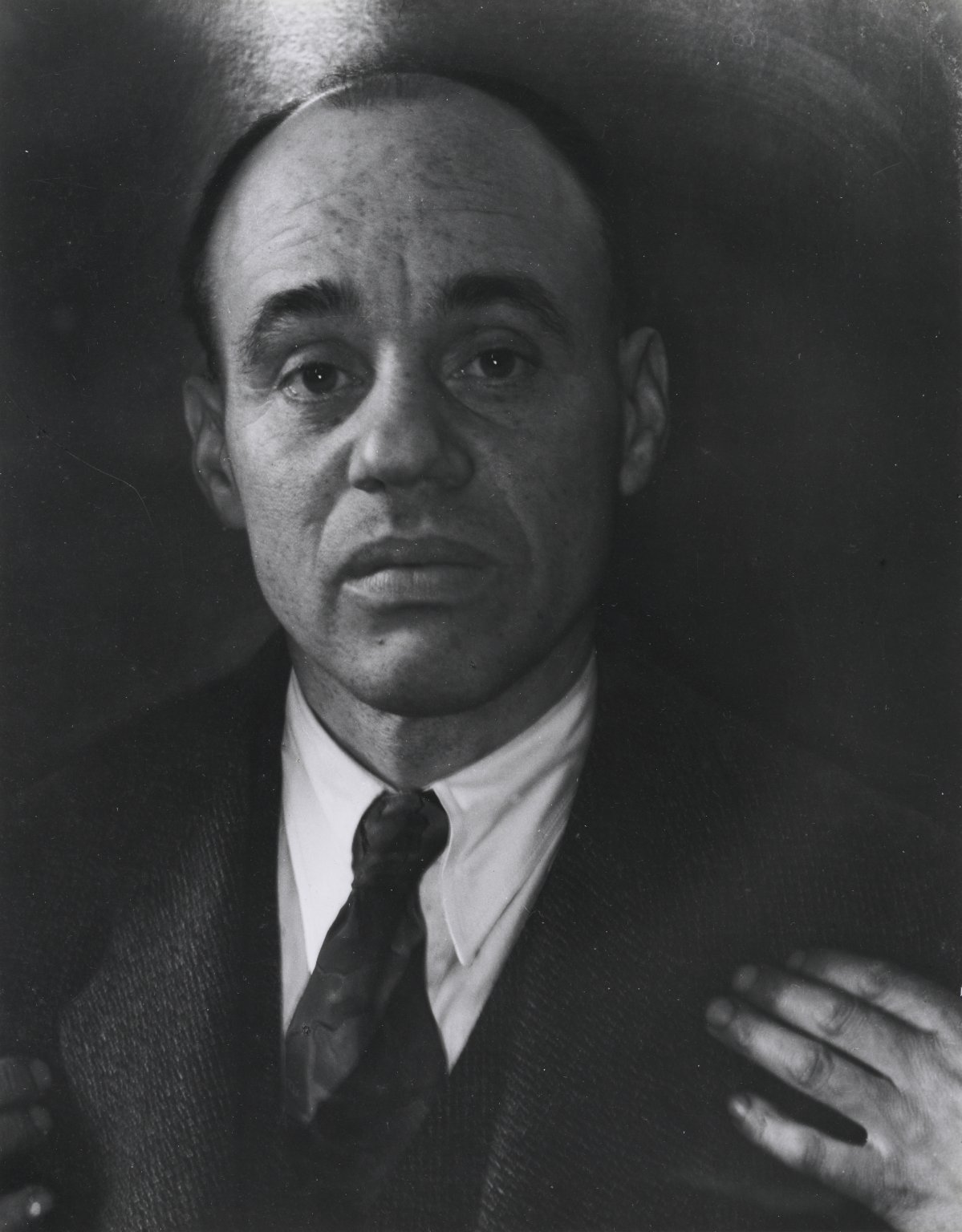
Sargent Johnson, 1934
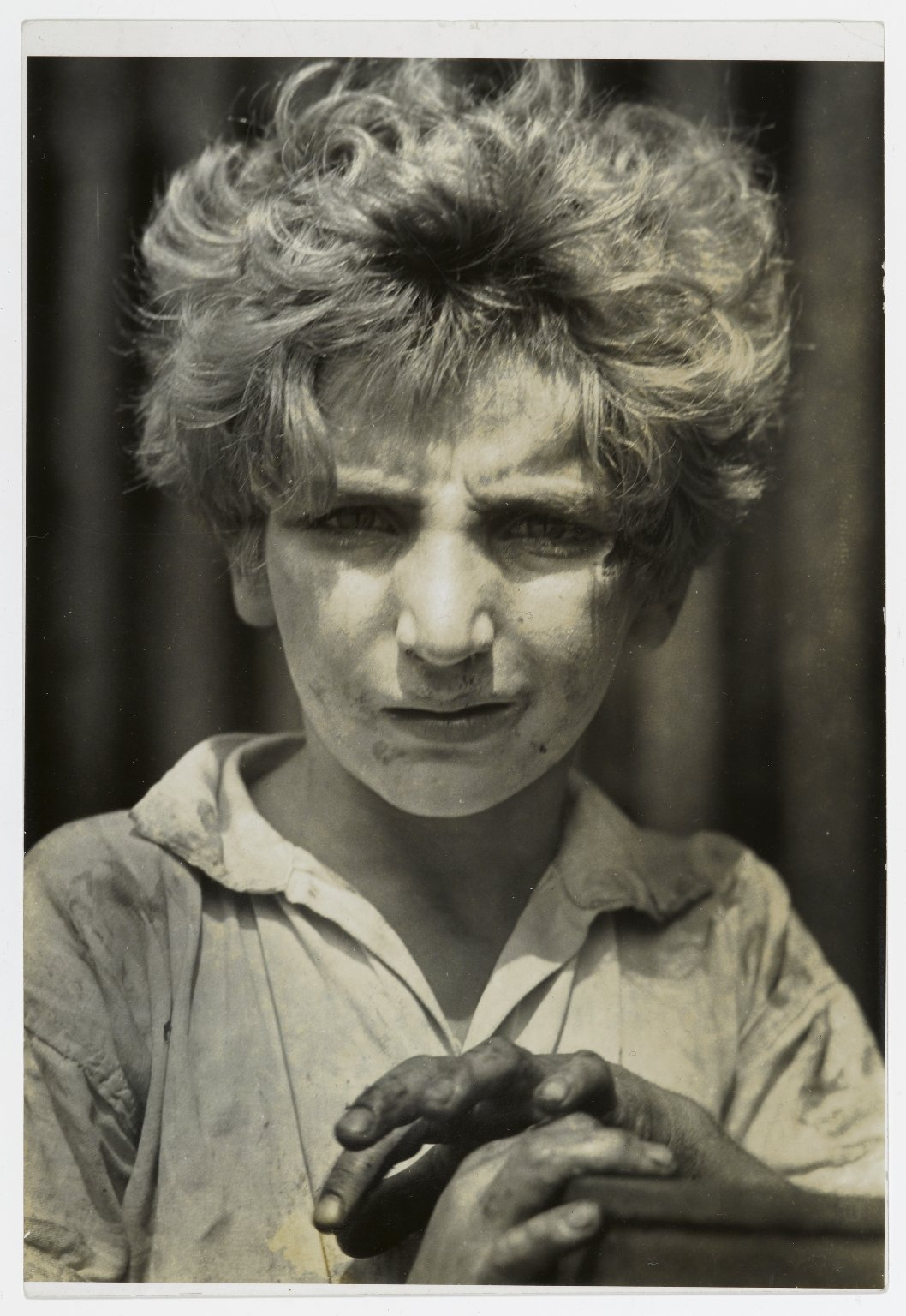
Poor Boy, New York, 1928
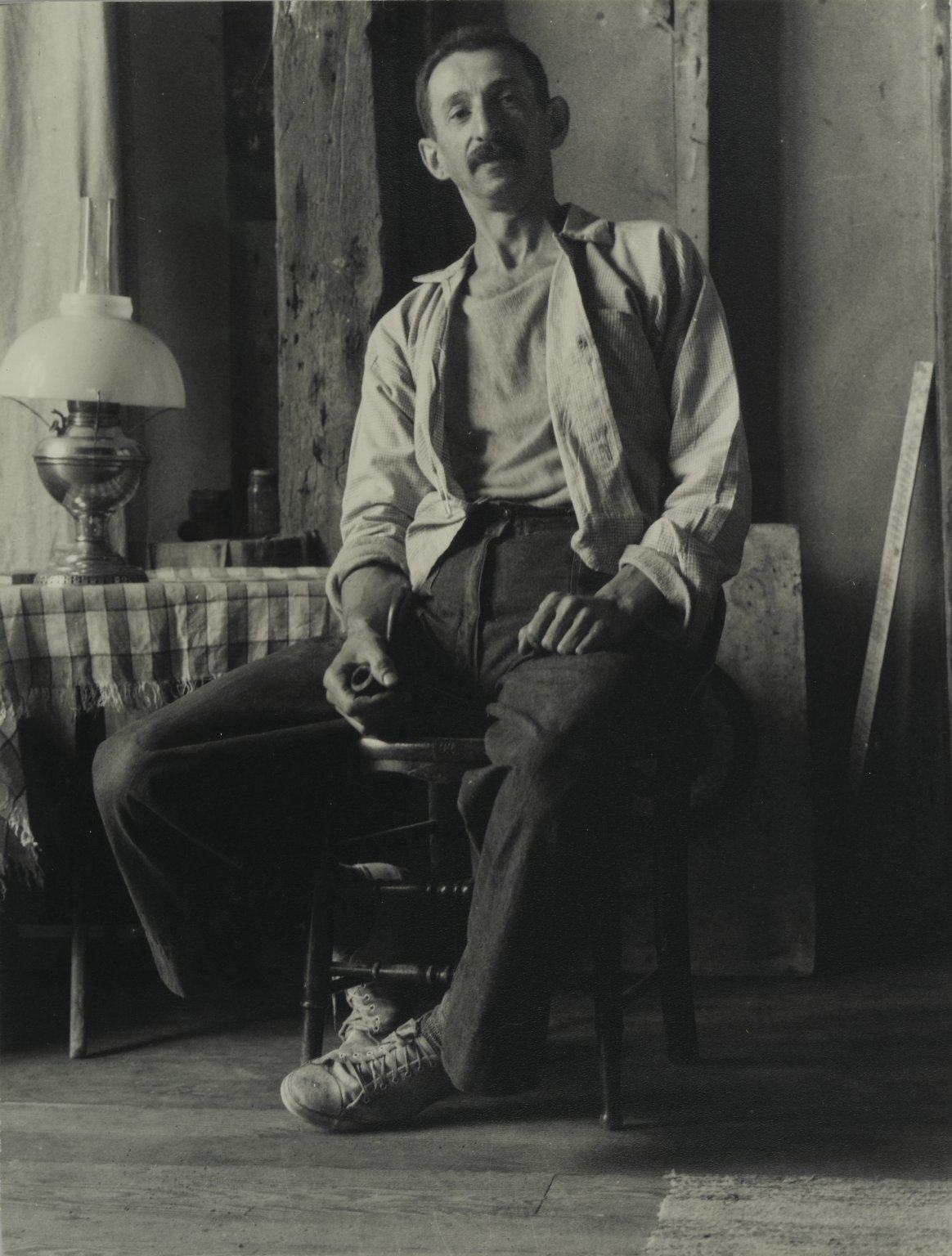
Morris Kantor, 1938
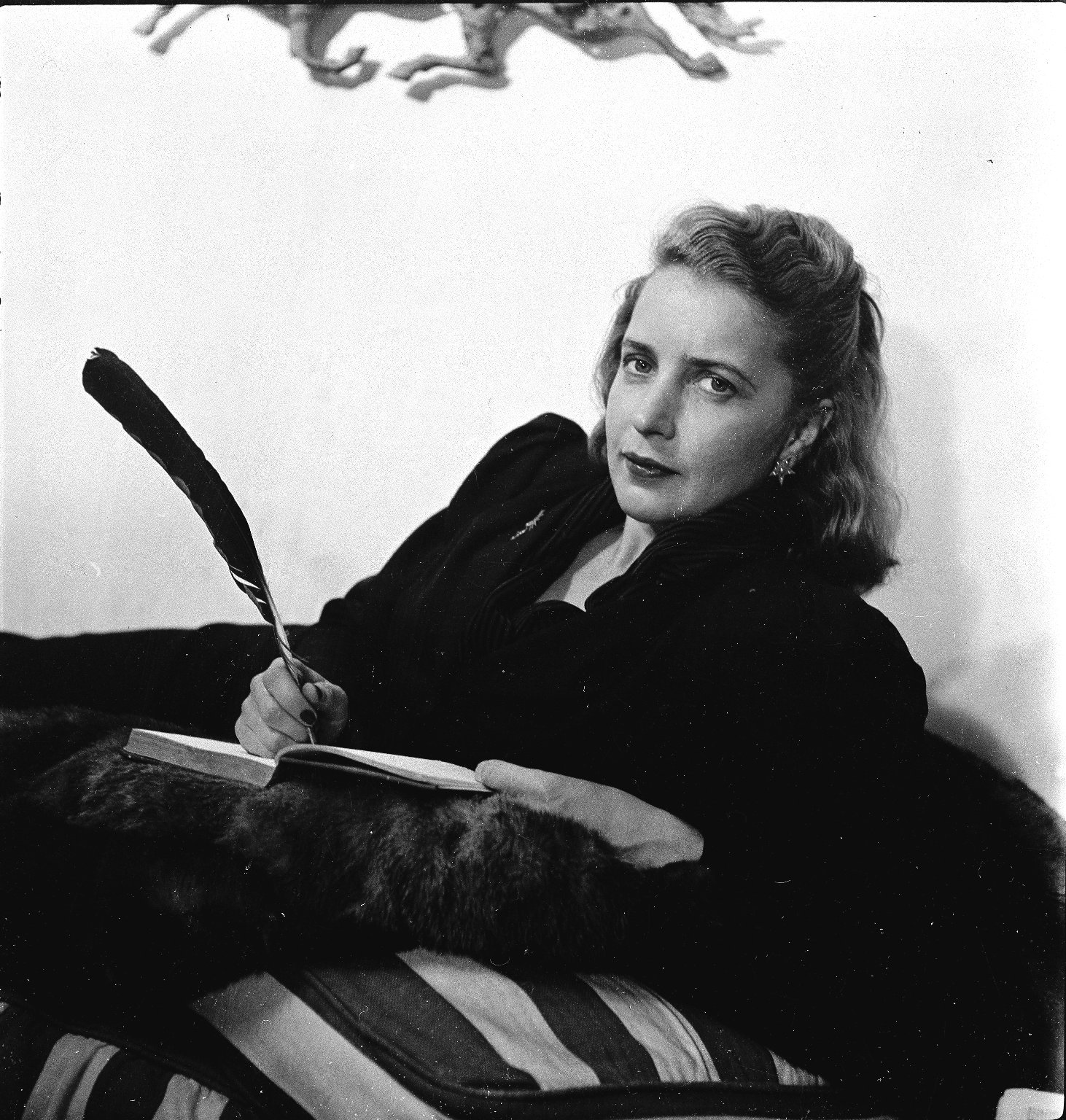
Margaret Wise Brown, 1940-1950
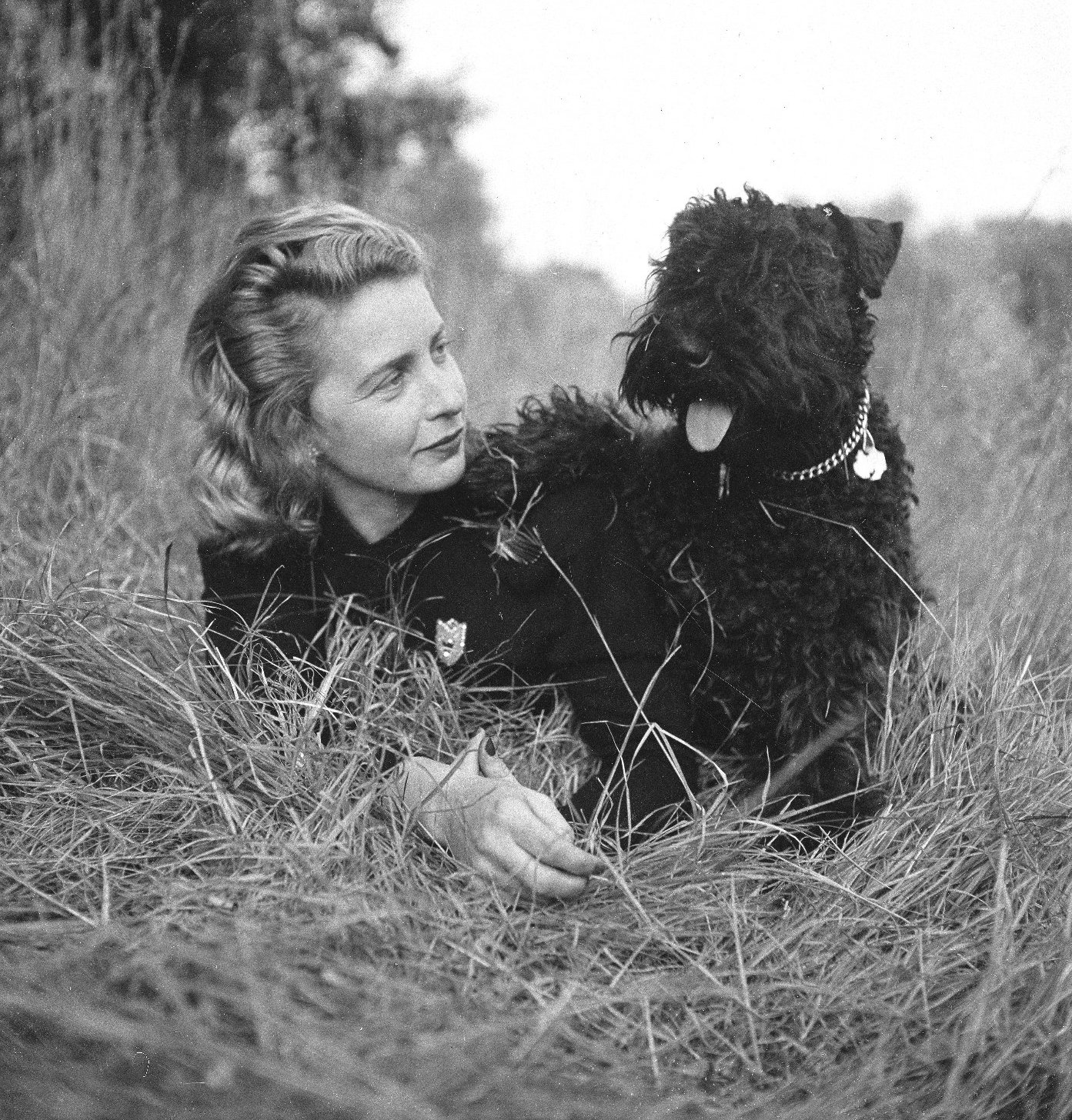
Margaret Wise Brown, 1940-1950
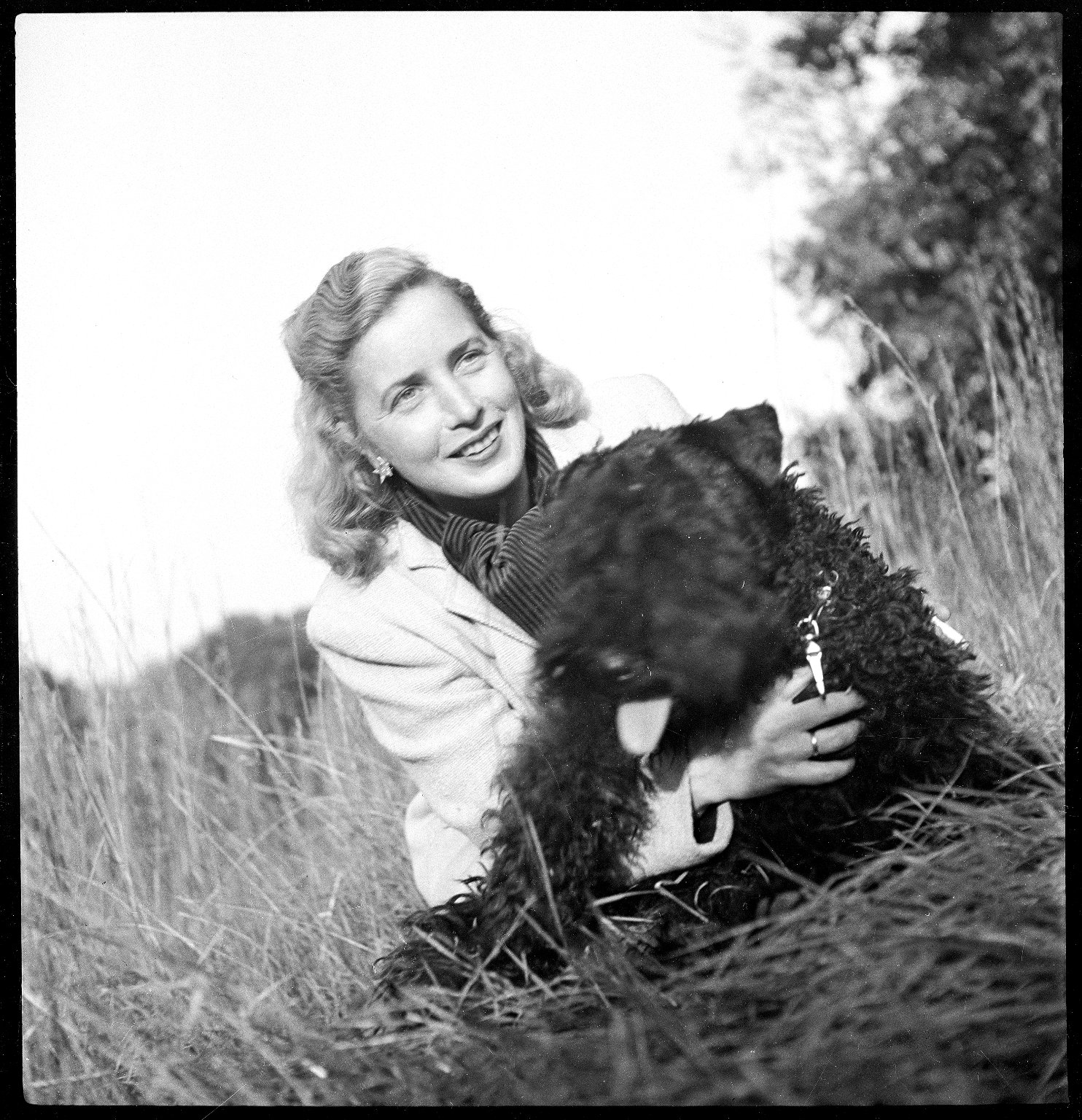
Margaret Wise Brown, 1940-1950